# Екатерина Португальская (монахиня)
Екатери́на Португа́льская (Катарина; 1436—1463) — португальская инфанта, дочь короля Португалии Дуарте I и Элеоноры Арагонской.

## Жизнь
Инфанта дона Катарина родилась в Лиссабоне 26 ноября 1436 года. Как и её сестёр, Жуану и Элеонору, Екатерину считали честолюбивой, проницательной и своевольной. Была обручена с Карлом Вианским, но он умер до того, как брак состоялся. Её брат Афонсу V, после того как выдал своих сестёр замуж за короля Кастилии и императора Священной Римской империи, больше не нуждался в брачных союзах с другими домами. Таким образом, Екатерине пришлось выбрать религиозную жизнь в монастыре Сен-Клер. Она была автором многих книг о морали и религии. Умерла 17 июня 1463 года и была похоронена в Лиссабоне в монастыре Карму (Carmo).
Одна из трёх основных групп исследователей «Полиптиха святого Винсента» Нуну Гонсалвеша придерживается гипотезы, что центральной фигурой панно португальского живописца является именно инфанта дона Катарина.